# 羅茲索胡瓦泰 (伊久姆區)
49°27′38″N 37°26′33″E / 49.46056°N 37.44250°E
羅茲索胡瓦泰（羅馬化：Roxsokhuvate）是位於烏克蘭東部的村莊，由哈爾科夫州伊久姆區的昆葉市鎮負責管轄。該村面積0.37平方公里，海拔高度190米，2001年人口115，人口密度每平方公里309.1人。